# Повторно не судят
«Повторно не судят» или «Двойной риск» или «Двойная опасность» (англ. Double Jeopardy) — американский телефильм 1992 года, детектив, снятый режиссёром Лоуренсом Шиллером. Фильм предназначался специально для кабельного телевидения.
Главные роли в этом фильме исполнили Рэйчел Уорд, Брюс Бокслейтнер, Салли Кёркленд и Сила Уорд. Премьера фильма состоялась 21 ноября 1992 года в США.

## Сюжет
Джек Харт живёт спокойной семейной жизнью вместе со своей женой Карен — у них уже подрастает юная дочь. Но в городе появляется бывшая возлюбленная Джека — Лиза. Лиза помнит о былой любви Джека и любыми путями пытается снова очаровать его и вернуть себе.
Кроме того происходит трагедия — Лиза убивает своего нынешнего любовника, а Джек оказывается рядом и всё видит. Назначено судебное расследование, адвокатом Лизы становится жена Джека — Карен. Сам Джек же оказывается в весьма щекотливом положении — теперь он ключевой свидетель на суде, и от его слов многое зависит.

## В ролях
- Брюс Бокслейтнер — Джек Харт
- Сила Уорд — Карен Харт
- Рэйчел Уорд — Лиза Барнс Доннелли
- Салли Кёркленд — детектив Филлис Камден
- Джей Петтерсон — помощник окружного прокурора
- Уитни Портер — Саша
- Билл Осборн — Эдди Бриззард

## Другие названия
- Double Jeopardy
- Повторно не судят, Двойной риск, Двойная опасность
- Mörderisches Dreieck
- Illégitime défense
- Testimonianza pericolosa
- Doble risc
- O Rato e o Gato
- Atração Proibida
- Det Perfekta vittnet
- Ainoa todistaja